# Кече

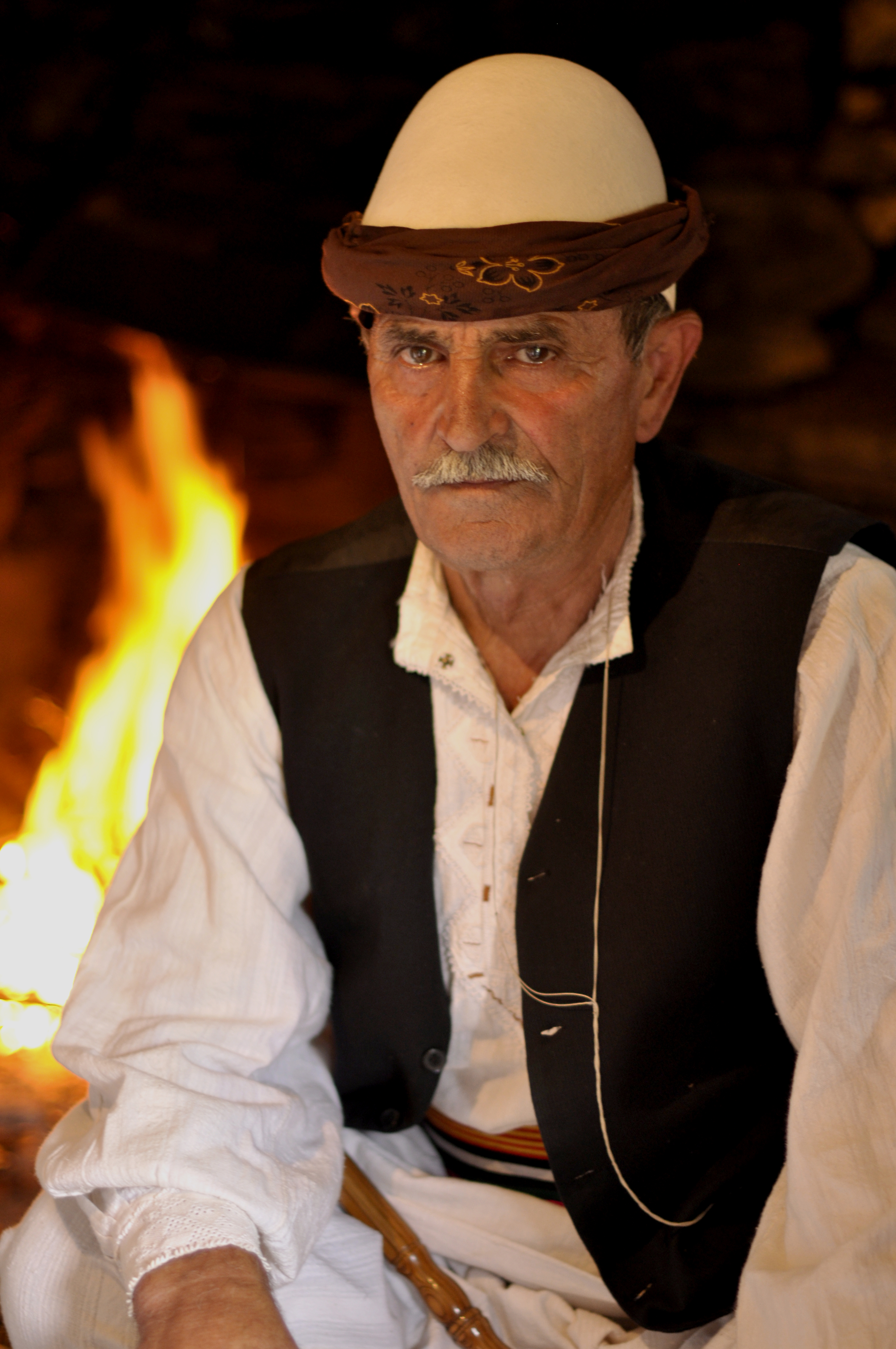
Мужчина із Призренського Хасу (південний захід Косово), одягнутий в кече

Кече (алб. qeleshe, plis, qylaf) — албанський національний головний убір у вигляді шапочки білого кольору без полів. Широко поширена на територіях, населених албанцями, та на даний час є частиною албанського народного костюму. Висота шапочки варіюється від регіону до регіону.

## Етимологія
Албанською: def. sin. qeleshja или plisi, indef. pl. qeleshe або plisa, def. pl. qeleshet або plisat.

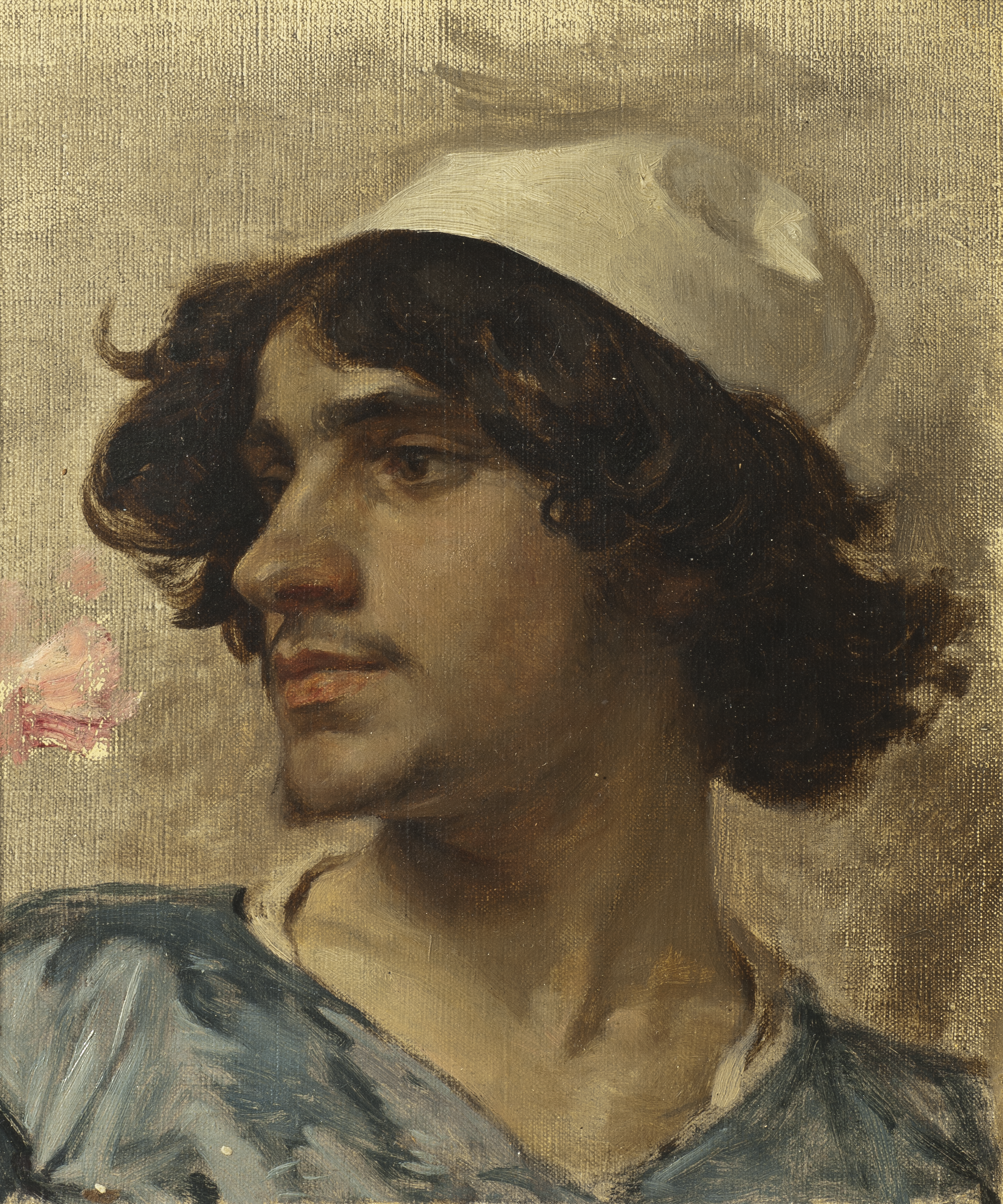
Портрет молодого албанського солдата, вдягненого в plis. Полотно, масло. Художник — Шарль Барг (1826—1883).

Стиль головного убору подібний до схожих іллірійських головних уборів.
Назва qeleshe походить від албанського слова «вовна» (lesh); слово plis — від протоалбанської * p (i) litja, пов'язаного з німецьким filiz, латинським pellis, і грецьким πῖλος pilos і також відомо, як пілос (шолом). Власне назва кече перекладається як повстина (інша назва бьорк). Була спочатку головним убором османської піхоти яя, потім виключно яничарів. Заввишки була 45 см, частина виготовлялась з тонкої ангорської вовни (ятирми), яка закривала потилицю та широкою смугою спускалась до плеч.

## Зовнішній вигляд

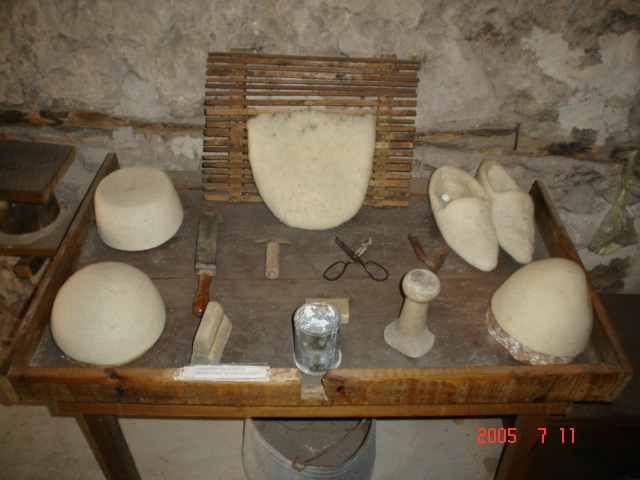
Шерстяні речі з Етнографічного музею м. Круя

Кече є частиною традиційного костюму албанських горців і розглядається як один з національних символів Албанії . В османський період біла шапочка, як і біла феска характеризували приналежність до албанського народу, особливо мусульман.
На півночі Албанії, де проживають етнографічна група албанців геги, шапочка має усічену напівсферичну форму, а на півдні Албанії (туги) шапка більш висока, особливо поблизу Гірокастру і Вльори, за винятком рівнинного району Myzeqe. У деяких регіонах південної Албанії шапка має невелику виступаючу частину. Зазвичай для виробництва однієї шапочки досить одного шматка вовняної повсті, звичайного білого кольору.
Місто Круя особливо відоме як місце виробництва Кече. Головний убір одягається чоловіками під час весільних церемоній в районі Тирани.

## Галерея

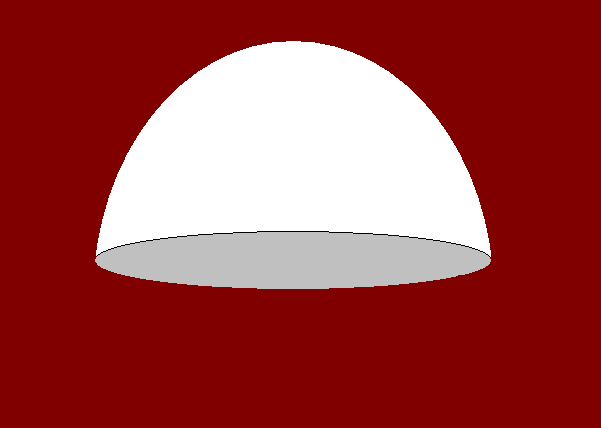
Напівсферичний кече (також відомий як алб. plis).
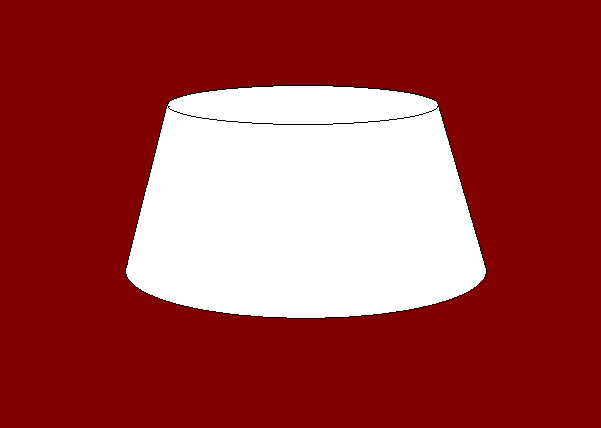
Плосковерхий кече, схожий на феску.
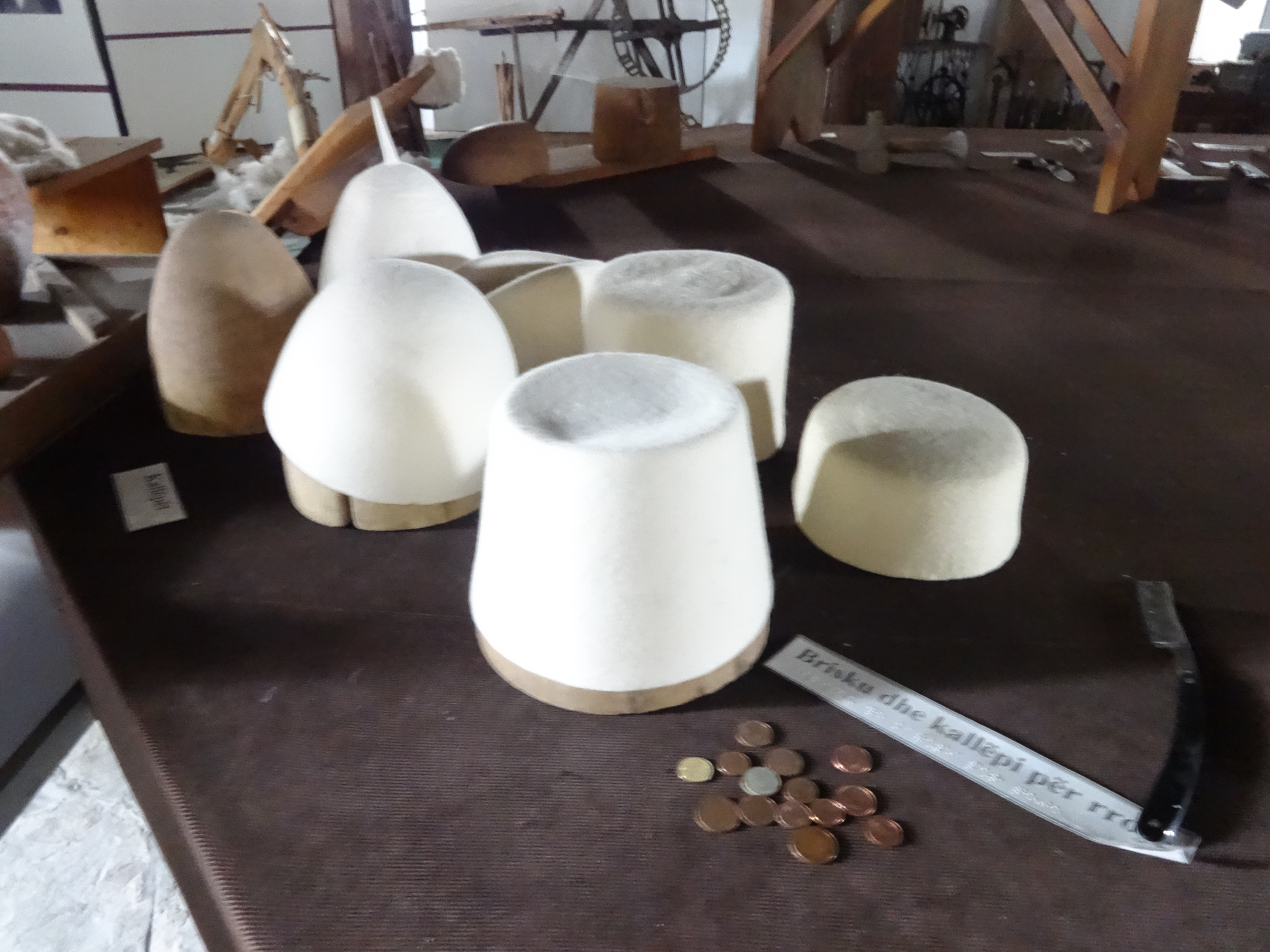
Різні типи кече.
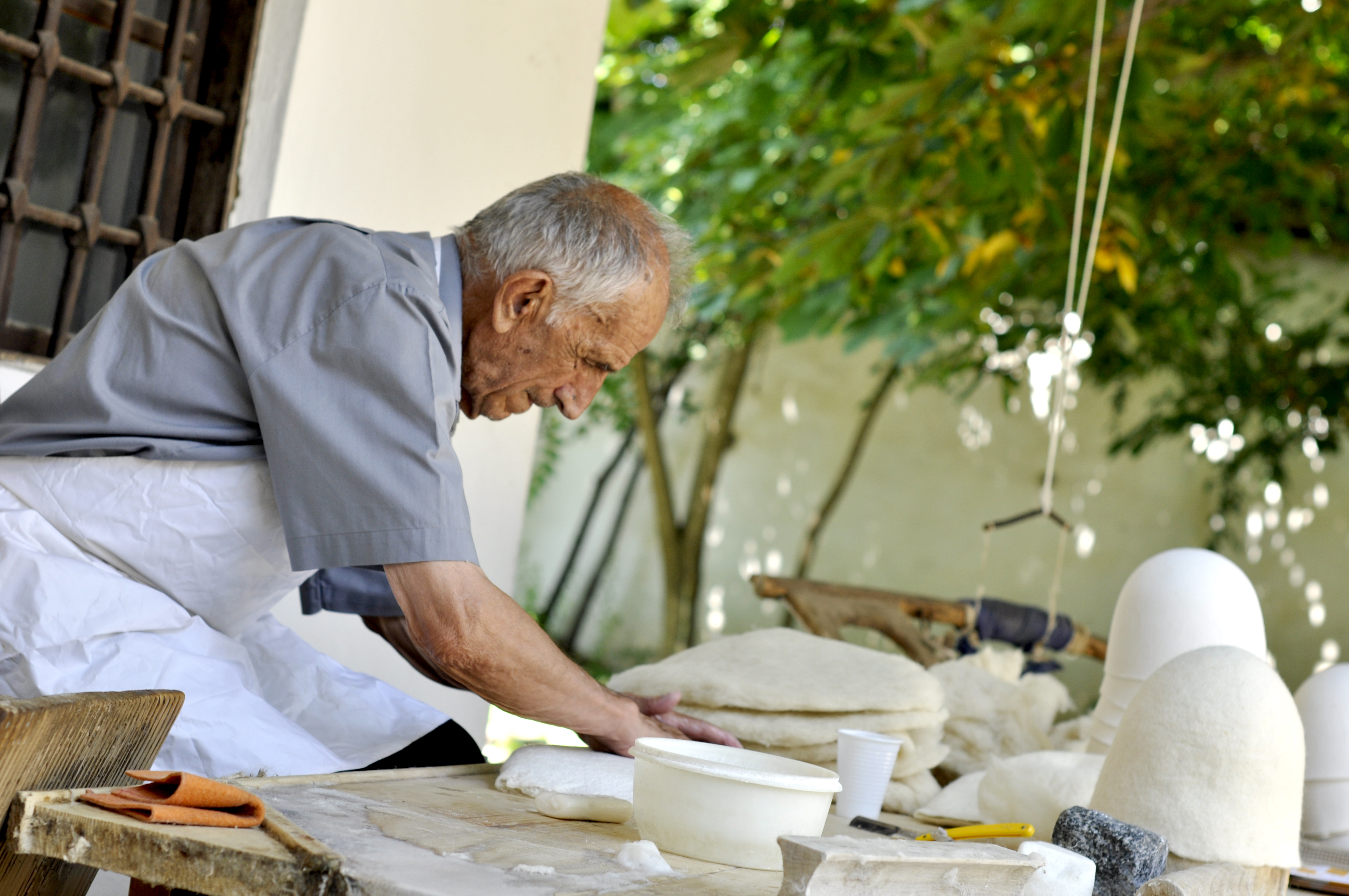
Войлочник.
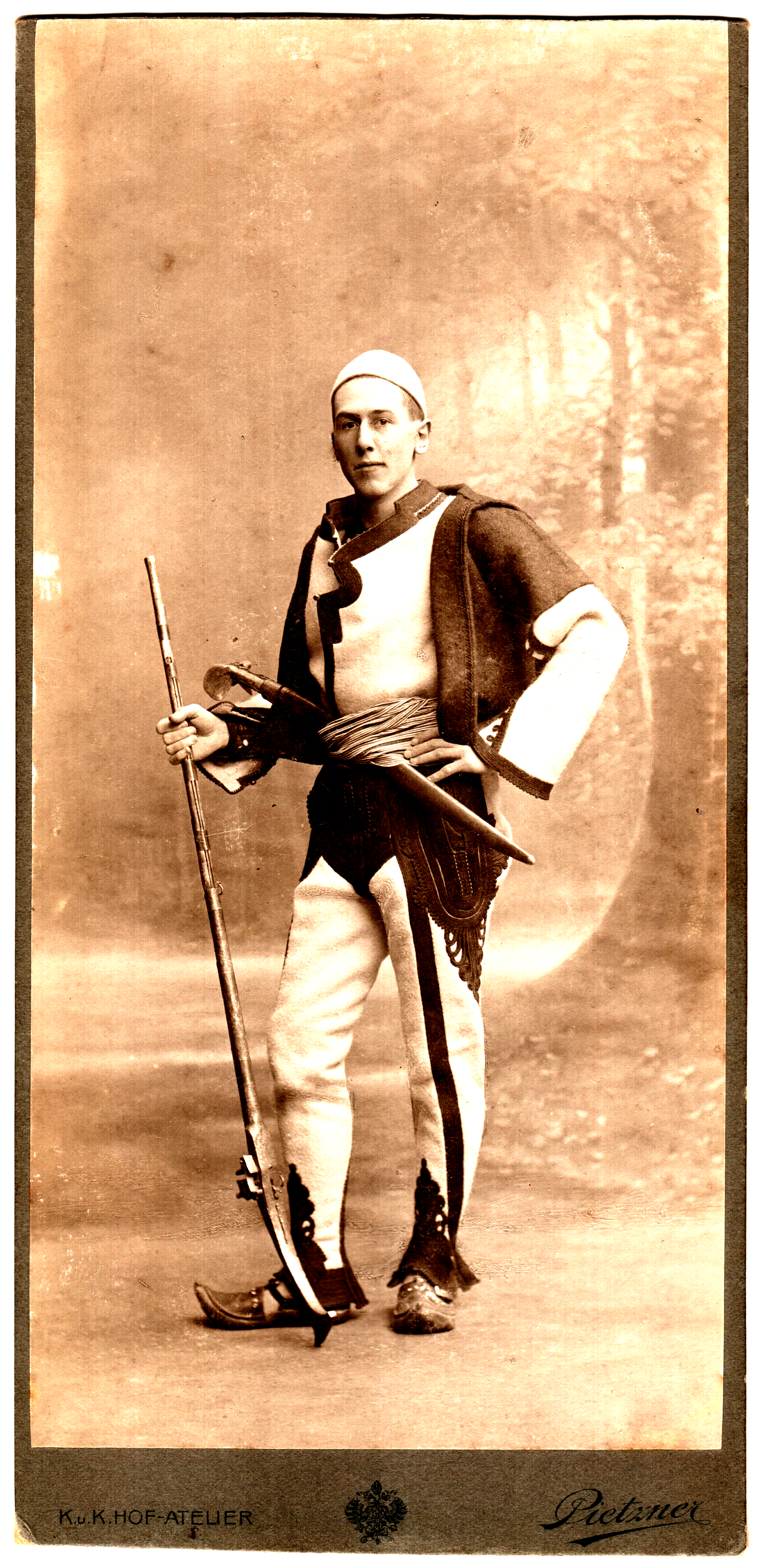
Ференц Нопча в північноалбанському костюмі, 1913.
Албанське музичне тріо, округ Хас.